# Urbanistica in Italia
L'urbanistica in Italia è la storia e la disciplina dell'urbanistica sviluppatasi nella penisola italiana.

Palmanova, in Friuli, progettata dagli architetti della Repubblica di Venezia nel 1593.

## Storia
Nella penisola italiana lo sviluppo urbanistico ha sempre ricevuto grande attenzione a partire nell'Italia comunale del medioevo e soprattutto nel rinascimento; l'impronta dell'urbanistica rinascimentale plasmò molte città italiane, come le opere dell'urbanistica a Roma prima del 1870. Dopo la realizzazione dell'unità d'Italia una delle prime fonti in tema fu la legge 25 giugno 1865, n. 2359, ma diviene una disciplina riconosciuta ufficialmente negli anni 1930 con il razionalismo italiano e le nuove città di fondazione ad opera del regime fascista, alcune anche di alto livello urbanistico ed architettonico, come Portolago e Sabaudia. 
Durante la seconda guerra mondiale viene emanata la legge 17 agosto 1942, n. 1150 che dettò disposizioni di coordinamento urbanistico territoriale. A partire dal secondo dopoguerra in Italia si verificò una espansione vertiginosa del boom edilizio, che generò un'incontrollata speculazione edilizia, inoltre tra gli anni '60 e '90 vennero emanate una serie di norme: tra le più importanti vi furono la legge legge 18 aprile 1962, n. 167 che introdusse i piani di edilizia economia popolare e la legge 28 gennaio 1977, n. 10, ma complessivamente i governi succedutisi non riuscirono a portare avanti una riforma urbanistica organica e complessiva; venne tuttavia rivista la disciplina di alcuni vincoli e l'introduzione di altri come nel caso della legge Galasso nel 1985; infine la normativa venne unificata nel testo unico dell'edilizia del 2001.

## Gli strumenti urbanistici
La legislazione italiana presente vari strumenti urbanistici, uno dei primi è stato il piano regolatore introdotto nel 1865, peraltro come strumento facoltativo; la cui competenza in merito all'approvazione è stata successivamente spostata dai comuni alle Regioni d'Italia. Sovente i Comuni adottano piani attuativi, così definiti in quanto sostanzialmente costituiti da piani urbanistici di attuazione di dettaglio o di settore che rispondono a specifiche esigenze.
La frammentazione territoriale e la scarsa coordinazione tra i vari strumenti urbanistici sono stati in passato probabilmente uno dei più grossi ostacoli da affrontare per la disciplina in quanto ogni intervento programmato poteva essere esteso solo all'interno del territorio giuridico del piano (generalmente comunale), anche se gli effetti dell'intervento, con l'avvento di più recenti normative, ha normato la disciplina urbanistica che ha tentato di armonizzare classificando gli strumenti urbanistici al fine di costituire un indirizzo per tutti i Comuni ricadenti in un dato territorio e, complessivamente, a livello regionale tra le singole Province. Di fatto, gli strumenti urbanistici sono gerarchicamente ordinati nel seguente ordine decrescente:
1. Piano Urbanistico Territoriale Regionale (PTR) o Piano paesaggistico regionale (PPR) (di competenza regionale)
2. Piano territoriale di coordinamento (di competenza provinciale);
3. Piano Strategico intercomunale o comunale (di competenza comunale)
4. Piano Regolatore Generale (PRG) e il relativo regolamento edilizio di competenza del comune italiano;
5. Piani attuativi del PRG come strumenti di attuazione di competenza dei comuni come ad esempio: PP, PEEP, PIP, PUL

L'Unione europea ha poi introdotto degli strumenti al fine di valutare gli impatti ambientali dell'attività dell'uomo sul territorio:
1. Valutazione ambientale strategica (VAS) per i piani ed i programmi, direttiva 2001/42/CE
2. Valutazione d'impatto ambientale (VIA) per i progetti, direttiva 85/377/CEE

ambedue recepite nell'ordinamento italiano, con il testo unico in materia ambientale.
La vigilanza sull'adozione ed entrata in vigore dei vari strumenti, prerogativa della Regione, si arresta al PRG, in quanto i piani attuativi possono a buon parere essere ritenuti mero dettaglio del PRG. Esistono due diverse modalità di intervento urbanistico, corrispondenti a due grandi filoni di pensiero, il primo attraverso piani che vanno ad influire sulla struttura del territorio, il secondo che predilige politiche a respiro più ampio, atte a modificare principalmente i comportamenti degli attori che agiscono sul territorio, modificandolo o vivendolo. In questo secondo filone si inseriscono in positivo le esperienze di urbanistica partecipata, in negativo però ciò ha comportato piani che vengono aggiornati sulla base di istanze progettuali specifiche ed innumerevoli pratiche di variante, che spesso non seguono un disegno logico unitario e coordinato. L'unione tra questi filoni si potrebbe esprimere oggi, con prospettiva positiva, attraverso progetti integrati, oppure, con prospettiva negativa, attraverso progetti parziali.

## Le norme principali
La normativa urbanistica italiana è caratterizzata, a partire dal 1942, da un sovrapporsi di norme non sempre di carattere esclusivamente urbanistico, che hanno modificato ma non hanno sostituito quelle precedenti, creando un corpus che non è mai giunto a costituire un testo unico. Inoltre è stato costante fin dagli anni sessanta il dibattito sulla necessità di una riforma urbanistica radicale, mai varata dal alcun governo italiano.
La normativa principale è costituita da:
- legge 25 giugno 1865, n. 2359: introdusse il piano regolatore generale comunale;
- Regio Decreto 27 luglio 1934, n. 1265: introdusse l'obbligo di autorizzazione di abitabilità per l'edilizia residenziale;
- legge 17 agosto 1942, n. 1150: modificativa della legge del 1865, conteneva una prima disciplina organica nazionale;
- legge 18 aprile 1962, n. 167 che introdusse importanti disposizioni in tema di edilizia economica e popolare
- decreto interministeriale 2 aprile 1968, n. 1444: stabilisce gli standard urbanistici relativi a scuole, attrezzature, spazi a verde pubblico e parcheggi;
- legge 28 gennaio 1977, n. 10: che disciplinava la concessione edilizia, assoggettata al pagamenti del contributo del costo di costruzione;
- legge 5 agosto 1978, n. 457: introdusse l'autorizzazione edilizia e le categorie di intervento sul patrimonio edilizio esistente;
- legge 27 luglio 1978, n. 392 che introdusse l'equo canone;
- legge 8 agosto 1985, n. 431 che ha introdotto alcuni vincoli e l'obbligo della redazione di piani paesaggistici.
- DPR 6 giugno 2001, n. 380: che ha raggruppato le norme in tema di edilizia in un testo unico;
- decreto legislativo 22 gennaio 2004, n. 42: che contiene ulteriori vincoli all'edificazione edilizia a tutela del paesaggio e del territorio.

## La figura del "pianificatore territoriale"
In Italia per vari decenni sono state riconosciute le competenze nella pianificazione urbanistica solo ad architetti e ingegneri, senza peraltro esplicito riscontro nell'ordinamento professionale di queste categorie (R.D. 2537/1925, articoli 51 e 52), ma con una successiva legislazione e un'affermata giurisprudenza, concordi nell'includere gli atti di pianificazione tra le competenze di tali figure professionali, escludendo invece i geometri. Con l'approvazione della legge 7 gennaio 1976, n. 3, successivamente modificata e integrata dalla legge 10 febbraio 1992, n. 152, sono state riconosciute competenze in materia urbanistica, per la prima volta, tramite una legge dello stato, in maniera esplicita nell'ordinamento di una professione tecnica, anche agli iscritti all'ordine dei dottori agronomi e forestali. Parallelamente la giurisprudenza italiana si è costantemente espressa, da molti decenni, riconoscendo la competenza delle professionalità dell'urbanista e pianificatore, quali esclusive di architetti, ingegneri civili e ingegneri edili; solo negli anni 1990 ha riconosciuto la figura specifica del pianificatore territoriale. Inoltre, limitatamente all'ambito specifico inerente al paesaggio ambientale e naturale, ha riconosciuto competenze anche ad architetti del paesaggio (esclusivamente per i piani paesistici), ingegneri ambientali, dottori agronomi e forestali.
Il D.P.R. 5 giugno 2001, n. 328 ha previsto per il relativo accesso, oltre alle storiche e naturali lauree in scienze forestali, anche le lauree magistrali in architettura, ingegneria civile e ambientale e pianificazione territoriale, urbanistica e ambientale. I dottori agronomi e forestali, si sono così inseriti, a pieno titolo, nei decenni successivi, nelle attività di pianificazione, con competenze esclusive in materia agronomica e forestale. Inoltre la norma del 2001 ha introdotto in modo autonomo la figure professionale del "pianificatore territoriale" definendone l'oggetto dell'attività professionale. Per inserire tale nuova figura, il D.P.R. ha innovato la composizione del vecchio ordine degli architetti ed ha prefigurato un quadro normativo innovativo, ma incompleto, in quanto non è mai stato emanato il regolamento attuativo e resta in parte da coordinare con il quadro normativo europeo. Si è così creata una situazione di conflitto, con i vari ordini professionali tesi ad affermare ed estendere le competenze dei propri iscritti ed una situazione di confusione tra le varie sezioni dell'ordine degli architetti, pianificatori, paesaggisti e conservatori.